# P.O.Y.B.L
P.O.Y.B.L (que significa Piss On Your Black List) é a mixtape de estréia da cantora norte-americana Melody Thornton, lançada no dia 15 de março de 2012.

## Antecedentes
Em junho de 2010, a revista Rap-Up informou que Thorton se afastou do Pussycat Dolls e estava trabalhando em seu álbum solo. Em uma entrevista para The Source, Thornton explicou que suas canções será diferente do som do grupo, mas ela não vai abandonar o estilo pop que adquiriu através do trabalho em grupo.

## Composição
Com um ritmo tradicional de blues, soul e pop, o álbum teve influências de outros artistas como Mariah Carey, James Brown, BB King, Aretha Franklin e Jackson 5. A mixtape tem um som retrô, com uma instrumentação de rhythm and blues popular nos anos 60 e 70.

## Faixas
| N.º            | Título                                   | Compositor(es)             | Duração |  |
| 1.             | "Intro"                                  | Melody Thornton            | 1:28    |  |
| 2.             | "Sweet Vendetta"                         | Melody Thornton            | 3:43    |  |
| 3.             | "Lipstick&Guilt [No Church in the Wild]" | Melody Thornton            | 2:53    |  |
| 4.             | "Smoking Gun"                            | Melody Thornton            | 1:47    |  |
| 5.             | "Loving You Better"                      | Melody Thornton            | 4:32    |  |
| 6.             | "Crazy Mixed Girl"                       | Melody Thornton            | 1:15    |  |
| 7.             | "The One That Got Away"                  | Melody Thornton            | 4:10    |  |
| 8.             | "Bulletproof" (com Bobby Newberry)       | Elly Jackson, Ben Langmaid | 3:52    |  |
| 9.             | "Someone to Believe"                     | Melody Thornton            | 2:01    |  |
| 10.            | "Hit The Ground Runnin'"                 | Melody Thornton            | 4:33    |  |
| Duração total: | Duração total:                           | Duração total:             | 28:14   |  |